# Bruselská krajka
Bruselská krajka (angl.: Brussels lace, něm.: Brüsseler Spitze) je souhrnné označení pro různé druhy krajek vyráběných v Bruselu a okolí asi od roku 1600. Krajky byly původně z lněné příze, obvykle z kombinací paličkování a šití. Od jiných druhů krajek se liší zejména nákladným vypracováním z mimořádně jemných přízí. 

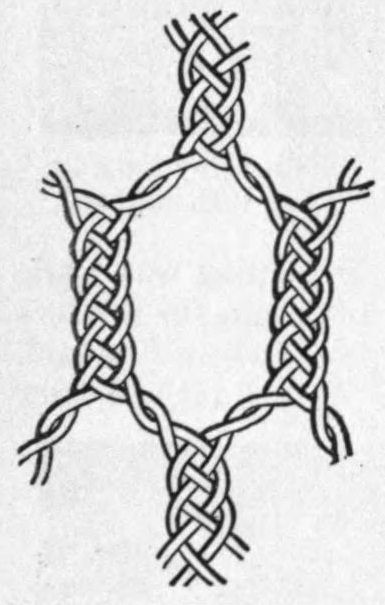
Schéma vazby paličkované půdice pro bruselskou krajku

## Způsob výroby a výrobní náklady
Lněná příze na původní bruselské krajky se vyráběla ručně (podle nepotvrzených údajů) až do jemnosti 2 tex (asi 1/10 tloušťky nejjemnější strojně vyráběné lněné příze). V roce 1859 se platilo z kilogram až 500 anglických liber (£) a 1 kg lněných krajek se dal prodat až za 1500 £ .  Půdice sestávala z pruhů asi 3 cm širokých a 0,20-1,20 m dlouhých, sešívaných dohromady zvláštním způsobem známým dlouhou dobu jen v Bruselu. Vzorované motivy, většinou květiny, byly buďto šité (point á l’aiguille) nebo paličkované (point plat). Krajky se vyráběly převážně po domácku. Zhotovení krajky sestávalo z několika oddělených operací (zhotovení půdice, šití nebo paličkování určité části vzoru, spojování vzorů s půdicí atd), každou z nich prováděla specializovaná dělnice podle přesného návodu mistra.

### Příklad kalkulace výrobních nákladů
V letech 1815-1820 se kalkulovaly v Belgii např. náklady na zhotovení 12 m krajky 35 cm široké (v přepočtu) částkou 435 £, na kterých se podílely jednotlivé práce (v %):
| Činnost                     | Podíl v % | Poznámka                         |
| --------------------------- | --------- | -------------------------------- |
| Šití vzoru                  | 46        |                                  |
| Paličkování vzoru           | 17        |                                  |
| Zhotovení podkladu (půdice) | 26        | zčásti šití a zčásti paličkovaní |
| Zpracování výplně a otvorů  | 11        |                                  |
| Celkem                      | 100       | = cca 36 £/m                     |

(Prodejní cena zboží se udávala s 51 £/m).
Po odečtení nákladů na materiál (odhadem 30 g/m = 15 £ ) obnášely mzdové náklady 21 £/m. Podle přepočtu na bázi odhadu tehdejších výdělků belgických krajkářek (v přepočtu max. 8 šilinků za týdenních cca 60 hodin práce)  se na zhotovení 0,35 m² krajky vynakládalo nejméně 3000 pracovních hodin.

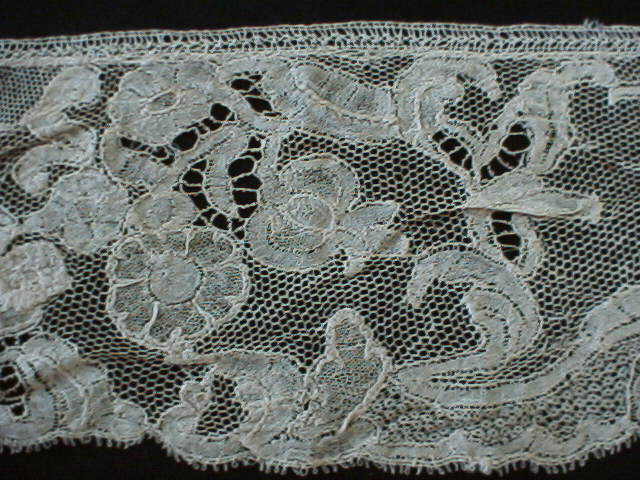
Point d'Angleterre, bruselská krajka z 18. století

## Vývoj techniky výroby
Asi od 30. let 19. století se půdice na bruselské krajky vyráběla většinou na bobinetových strojích, od konce 19. století se pak u některých druhů zhotovovalo vzorování na vyšívacích strojích.
Od 2. poloviny 20. století se většina krajek nabízených k prodeji vyrábí na rašlech, kde se pletařskou technikou zhotovuje v jednom sledu síťový podklad a vzor krajky. V 21. století se dá na rašlu vyrobit imitace 1 m² bruselské krajky asi za 2 minuty.

## Varianty a imitace bruselské krajky
S označením bruselská krajka se během více než 400 let nabízela a nabízí k prodeji řada výrobků. Většina z nich se nachází jako exponáty v muzeích. O rozsahu a místě jejich výroby, o druzích použité příze a o dalších technických podrobnostech bylo dosud jen velmi málo publikováno.
Z 21. století jsou známé pokusy amatérských krajkářek o napodobení některých druhů bruselské krajky a sporadicky přicházejí na trh strojně vyráběné krajky s označením „bruselské“.
Rozdíl mezi výrobky odvozenými od „pravé“ bruselské krajky a napodobeninami nebyl nikdy definován.

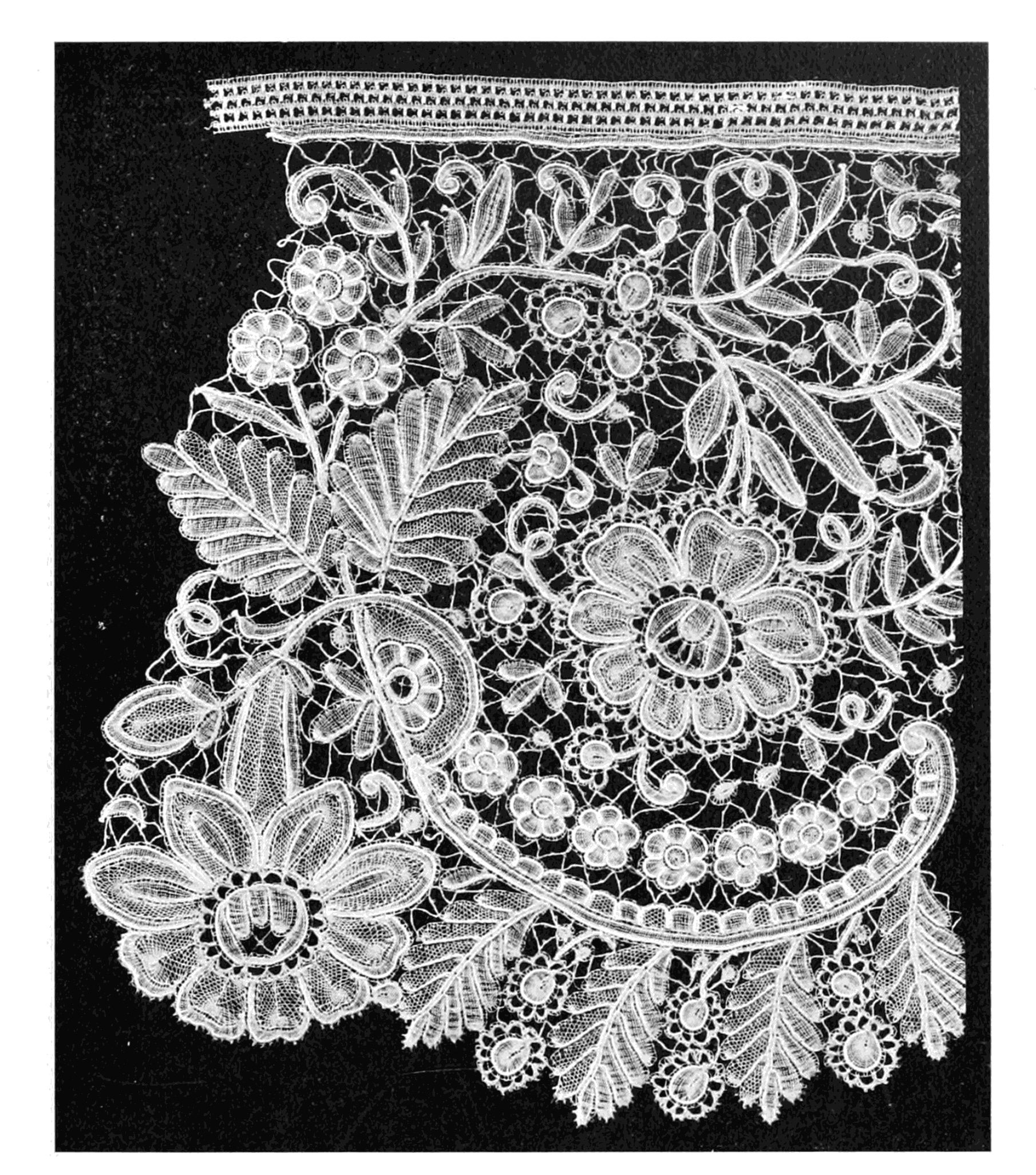
Duchesse, bruselská krajka z 19. století

Ke shora zmíněným druhům patří zejména:
- Koncem 17. století se snažili angličtí výrobci napodobit bruselskou krajku, pokusy však selhaly, především na tom, že z anglického lnu se se nedala vyrobit příze potřebné jemnosti. [2]
- V 17. století se začala vyrábět napodobenina bruselské krajky také ve východočeském Vamberku. K paličkování se používaly hlavně bavlněné příze a hedvábí [6]
- Point d' Angleterre bylo označení pro pašovanou původní bruselskou krajku. Začalo se používat koncem 17. století, kdy byl (asi 35 let) zakázán dovoz tohoto zboží do Anglie a Francie. Označení se udrželo až do začátku 20. století, kdy se tak říkalo krajkám s drobnými motivy na šité půdici[7]
- À vrai réseau je krajka s drošelovou půdicí (velmi jemná síť se zvláštními šestihrany) posetou drobnými motivy (koncem 18. st.)[7]
- Z 19. století jsou známé:

Point de Gaze s podkladem podobným gázu, motivy jsou zhotoveny šitím
Guipure sestává z šitých vzorů bez síťového podkladu
U Rose Point růžový motiv je zdůrazněn zvláštními plátky někdy vzájemně překládanými 
- Duchesse je v původní podobě paličkovaná kajka s připojenými šitými motivy. Jako imitace se na člunečkovém stroji vyšívají vzory na podklad z leptané tkaniny tak, že původní paličkované části se zpracují přímo na tkaninu a dřívější šité motivy se nejdříve vyšívají na tyl a ten se pak aplikuje na podklad. [8]
- V 21. století se občas nabízejí k prodeji např. krajky pletené na rašlu [9] ručně háčkované doplňky [10] apod.